# Oligia multiplicata
Oligia multiplicata là một loài bướm đêm trong họ Noctuidae.